# Oak Grove (Minnesota)
Oak Grove – miasto w Stanach Zjednoczonych, w stanie Minnesota, w hrabstwie Anoka.